# Bedotia geayi
Bedotia geayi är en fiskart som beskrevs av Pellegrin, 1907. Bedotia geayi ingår i släktet Bedotia och familjen Bedotiidae. IUCN kategoriserar arten globalt som sårbar. Inga underarter finns listade.

## Bildgalleri

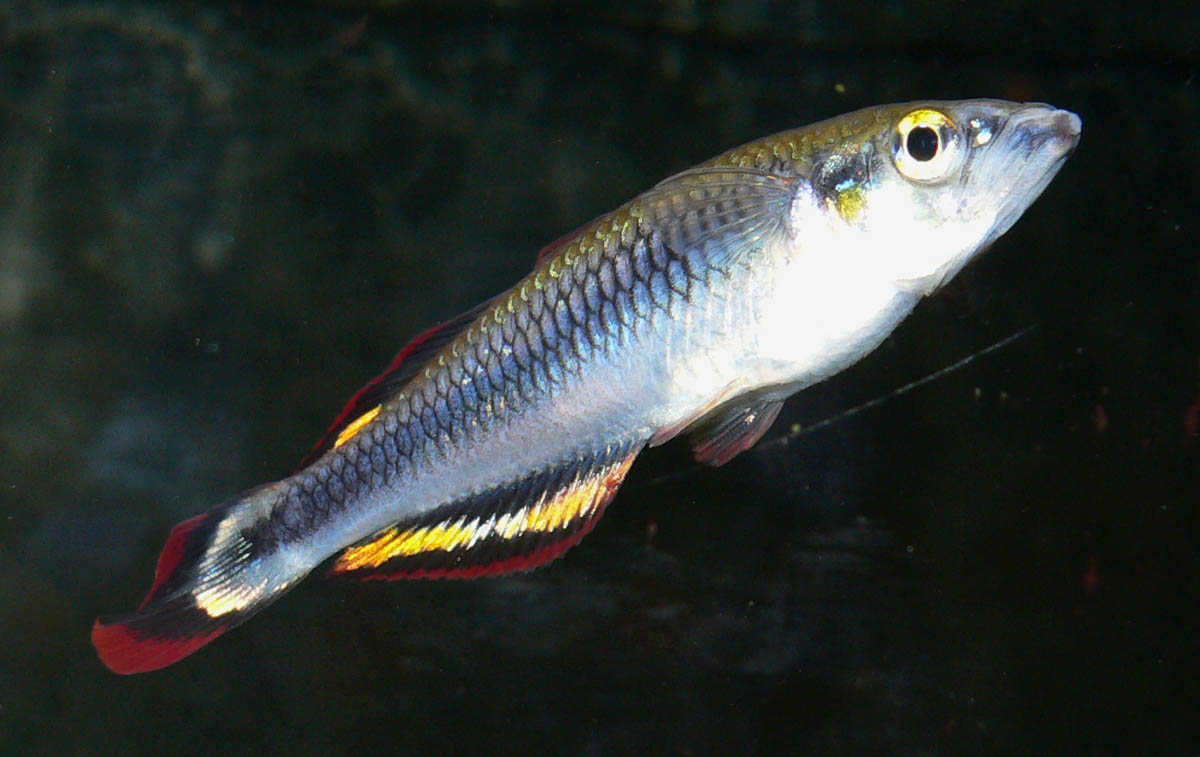
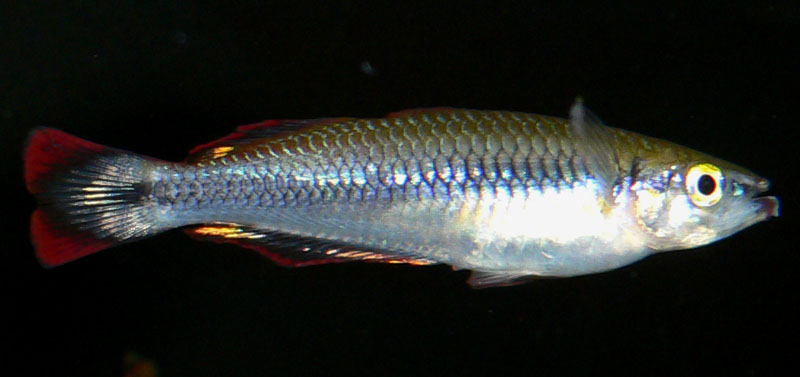
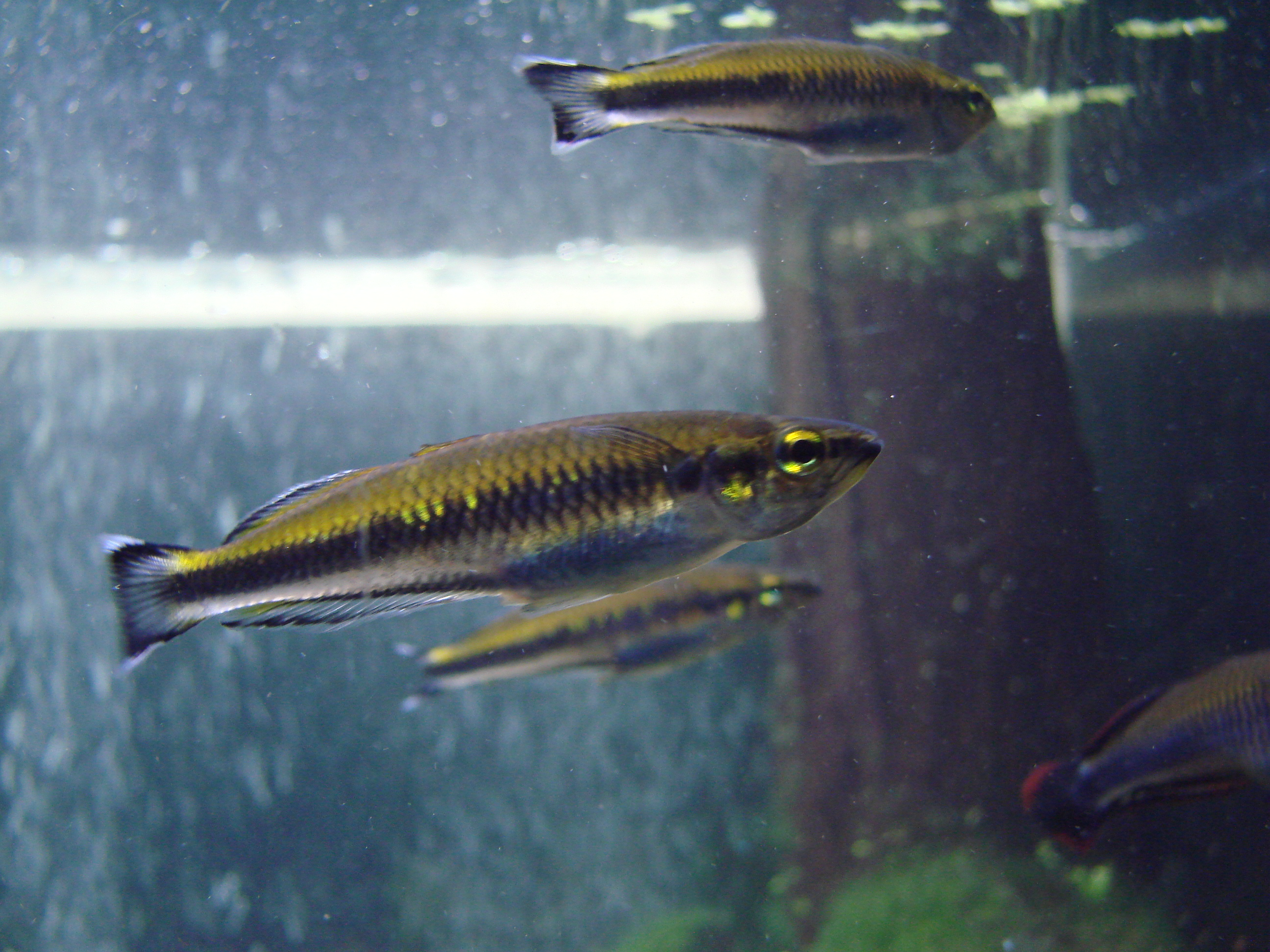
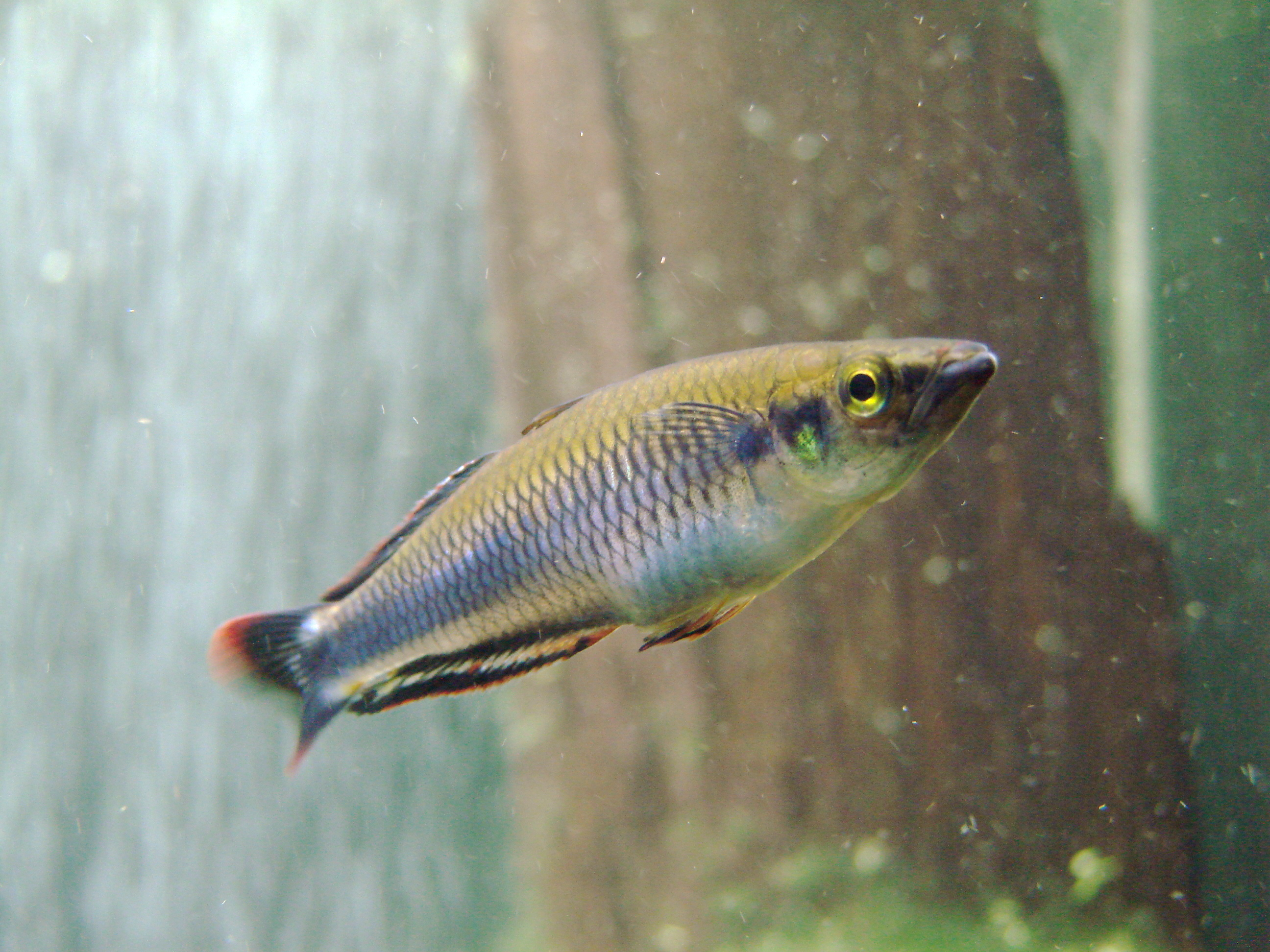
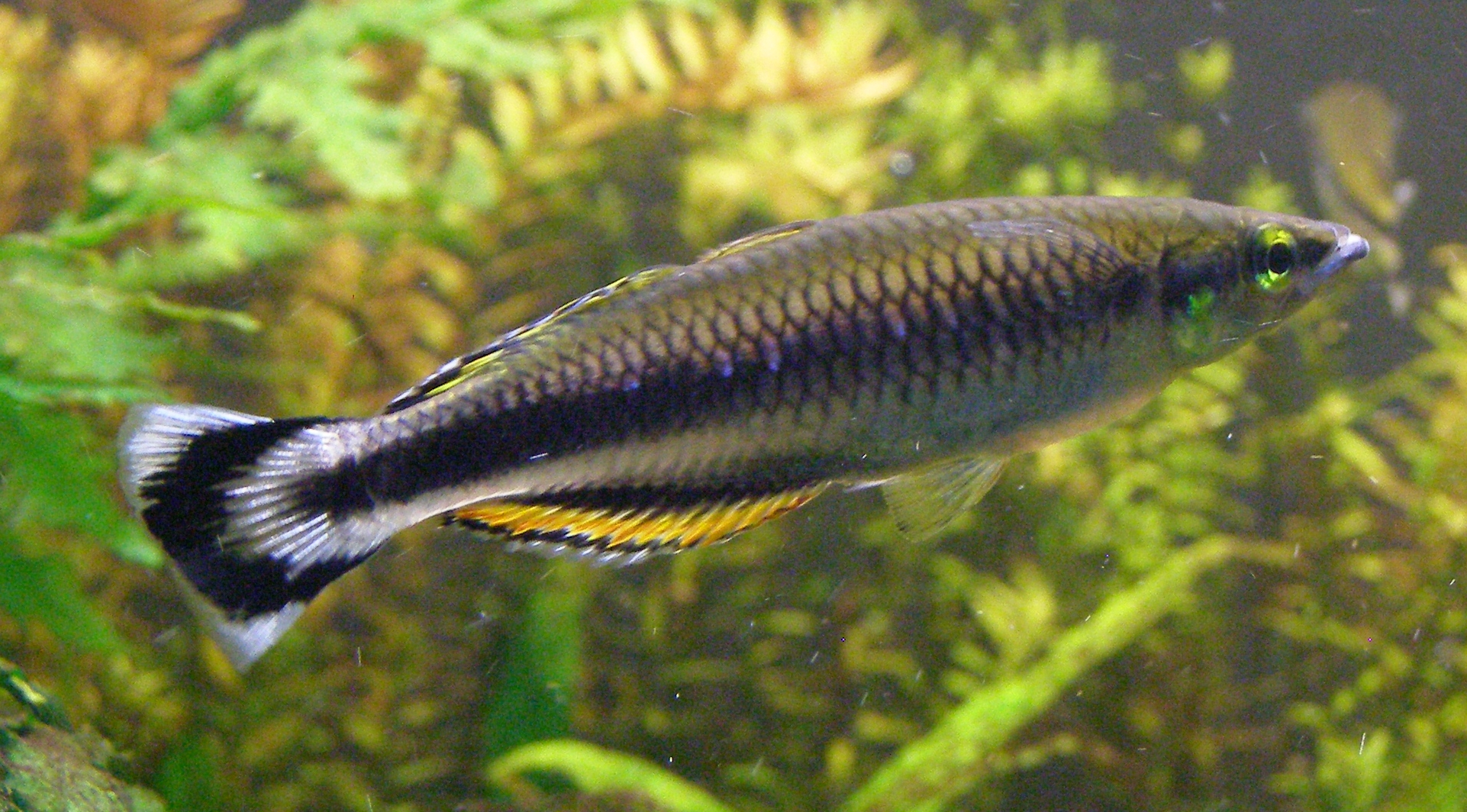